# Кин, Реймонд
Реймонд Деннис Кин (англ. Raymond Dennis Keene; род. 29 января 1948, Лондон) — английский шахматист, деятель национального и международного шахматного движения; гроссмейстер (1976). Член ЦК ФИДЕ и председатель комиссии ФИДЕ по печати и информации (1982—1986); секретарь Совета гроссмейстеров при ФИДЕ. Президент Шахматной ассоциации Британского содружества 
наций. Один из организаторов матча «СССР — остальной мир» (Лондон, 1984). Шахматный литератор; автор около 50 книг. Шахматный обозреватель журнала «Спектейтор» и газеты «Таймс», член редколлегии журнала «Бритиш чесс мэгэзин».
В чемпионате мира среди юношей (1967) — 2-е место. Чемпион Англии (1971). В составе команды Англии участник 8 олимпиад (1966—1980). Лучшие результаты в международных соревнованиях: Камагуэй (1974, мемориал Х. Р. Капабланки, турнир мастеров) — 1-е; Мангейм (1975) — 3-4-е; Аликанте и Орхус (1976) — 2-4-е; Ганновер (1976) — 2-3-е; Аликанте (1977) — 1-е; Дортмунд (1978 и 1980) — 2-3-е и 1-е; Сидней (1979) — 1-2-е; Венеция (1980) и Лондон (1981) — 1-3-е; Манчестер (1981) — 2-4-е места. В 1977 году сыграл с Карповым партию в Москве.

## Книги
- Flank openings, St. Leonards—on—Sea, 1967;
- The modern defence, L., 1972 (соавтор);
- Aron Nimzowitsch, 1886 — 1935: a reappraisal, L., 1974;
- The English world champion. A study of Howard Staunton, L., 1975 (соавтор);
- Leonid Stein: master of attack, L., 1976;
- The chess combination from Philidor to Karpov, Oxf. — [a. o.], 1977;
- в русском переводе: Гроссмейстер Нимцович, М., 1986.

## Изменения рейтинга
| Графики недоступны из-за технических проблем. См. информацию на Фабрикаторе и на mediawiki.org. |